# BAA Limited
British Airports Authority Limited és l'operador de sis aeroports britànics i de diversos aeroports d'arreu del món, i esdevingué una de les empreses de transport més grans del món. La seva seu està localitzada al Compass Centre de l'Aeroport de Heathrow, dins el districte londinenc de Hillingdon.
BAA guanya ingressos cobrant els drets d'aterratge a les companyies aèries i cada vegada més de diferents operacions concretes en els aeroports que opera. BAA no és present en tots els aeroports del Regne Unit, ja que molts d'ells són propietat de les autoritats locals o d'altres corporacions. Anteriorment, havia cotitzat a la Borsa de Londres però actualment forma part de ADI Limited, un consorci internacional format per Caisse de dépôt et placement du Québec, GIC Special Investments i la firma espanyola Ferrovial.

## Història
British Airports Authority va ser creada per llei l'any 1966 per tal de d'assumir la responsabilitat de tres aeroports de propietat estatal (Heathrow, Gatwick i Stansted). Durant els següents anys, va aconseguir assumir la resopnsabilitat dels aeroports de Glasgow, Edinburg, Southampton i Aberdeen. L'any 1986 i com a part dels moviments de Margaret Thatcher per tal de privtitzar els actius de propietat estatal, es va decidir crear per llei la BAA. Durant la dècada del 1990, la companyia va comprar l'Aeroport de Glasgow-Prestwick. Al juliol del 2006, BAA va ser adquirida per un consorci liderat per Grupo Ferrovial i va deixar de cotitzar a la Borsa de Londres el 15 d'agost del mateix any. En aquell moment, es va decidir canviar el nom de l'empresa de BAA plc a BAA Limited.
En els últims anys, BAA s'ha anat expandint en les operacions internacionals, incloent-hi els contractes en l'Aeroport Internacional Logan de Boston i l'Aeroport Internacional de Baltimore/Washington Thurgood Marshall a través de la seva filial BAA USA. També va firmar un contracte amb la ciutat d'Indianapolis per tal de gestionar l'Aeroport Internacional d'Indianapolis a través de la seva altra filial BAA Indianapolis. El desembre de 2005, BAA va comprar en un 75% l'Aeroport Internacional de Budapest Franz Liszt, el principal aeroport d'Hongria. Després de la presa de control de BAA a Ferrovial el 2006, es va prendre la decisió de vendre la participació de l'aeroport a l'empresa alemanya Hochtief AirPort el juny de 2007.

## Operacions
| Aeroport                                                         | País         | Tipus d'operació            |
| ---------------------------------------------------------------- | ------------ | --------------------------- |
| Aeroport d'Aberdeen                                              | Regne Unit   | Operador i propietari       |
| Aeroport Internacional de Baltimore/Washington Thurgood Marshall | Estats Units | Operador parcial            |
| Aeroport Internacional de Boston Logan                           | Estats Units | Operador parcial            |
| Aeroport d'Edinburg                                              | Regne Unit   | Operador i propietari       |
| Aeroport Internacional de Glasgow                                | Regne Unit   | Operador i propietari       |
| Aeroport de Glasgow-Prestwick                                    | Regne Unit   | Antic operador i propietari |
| Aeroport Internacional d'Indianapolis                            | Estats Units | Antic operador i propietari |
| Aeroport de Londres-Gatwick                                      | Regne Unit   | Antic operador i propietari |
| Aeroport de Londres-Heathrow                                     | Regne Unit   | Operador i propietari       |
| Aeroport de Londres-Stansted                                     | Regne Unit   | Operador i propietari       |
| Aeroport de Nàpols-Capodichino                                   | Itàlia       | Operador                    |
| Aeroport Internacional de Pittsburgh                             | Estats Units | Operador parcial            |
| Aeroport de Southampton                                          | Regne Unit   | Operador i propietari       |